# Flemming Jørgensen
Flemming « Bamse » Duun Jørgensen (né le 7 février 1947 - mort le 1er janvier 2011) est un chanteur de pop et un acteur danois, mieux connu en tant que leader du groupe Bamses Venner (en). Au cours de ces dernières années, il a sorti des albums en solo, le dernier étant Tæt på en 2010. Bamse faisait partie du paysage musical danois depuis plus de 35 ans, et a vendu plus de 3,5 millions d'albums.
Flemming « Bamse » Jørgensen a également été acteur et a reçu en 1986 un Robert du meilleur acteur dans un second rôle pour le film Ofelia kommer til byen. Flemming "Bamse" Jørgensen est mort un mois avant son anniversaire, l'année 2011 à peine commencée, d'un arrêt cardiaque, dans sa maison à Egå, dans la banlieue d'Aarhus,.

## Discographie
- Din sang (1977)
- Solen skinner (1979)
- Bamse Live I (1980)
- Bamse Live II (1980)
- Lige nu (1987)
- 1988 (1988)
- Lidt for mig selv (1994)
- Jul på Vimmersvej (1995)
- Stand By Me (1999)
- Always on My Mind (2001)
- Be My Guest (2005)
- Love Me Tender (2007)
- Tæt på (2010)